# Carl Winchester
Carl Winchester (Belfast, 12 aprile 1993) è un calciatore nordirlandese, centrocampista dello Shrewsbury Town.

## Carriera

### Club
Cresciuto nel settore giovanile del Linfield, debutta in prima squadra il 1º maggio 2010 in occasione del match di Premiership perso 1-0 contro il Portadown.
Al termine della stagione si trasferisce in Inghilterra all'Oldham Athletic con cui fa il suo esordio fra i professionisti il 6 novembre in occasione dell'incontro di FA Cup perso 3-2 contro l'Accrington Stanley; realizza la sua prima rete il 7 maggio 2011 nella sconfitta casalinga per 2-1 contro il MK Dons. Resta con i Latics per 7 stagioni e mezza durante le quali colleziona 120 presenze in Football League One e 20 nelle coppe nazionali.
Da gennaio 2017 al 2021 scende di categoria per giocare con Cheltenham Town e Forest Green; dopo oltre 150 incontri in quarta divisione, il 10 gennaio 2021 viene acquistato dal Sunderland.

### Nazionale
Ha giocato nelle nazionali giovanili nordirlandesi Under-19 ed Under-21.
Debutta con la nazionale maggiore nordirlandese il 27 maggio 2011 in occasione del match di Nations Cup perso 2-0 contro il Galles; nell'ottobre 2021, a dieci anni di distanza, viene nuovamente convocato in vista dei match di qualificazione per i Mondiali 2022 contro Svizzera e Bulgaria.

## Statistiche
Statistiche aggiornate al 12 ottobre 2021.

### Presenze e reti nei club
| Stagione                   | Squadra                    | Campionato                 | Campionato | Campionato | Coppe nazionali | Coppe nazionali | Coppe nazionali | Coppe continentali | Coppe continentali | Coppe continentali | Altre coppe | Altre coppe | Altre coppe | Totale | Totale | Totale |
| Stagione                   | Squadra                    | Comp                       | Pres       | Reti       | Comp            | Pres            | Reti            | Comp               | Pres               | Reti               | Comp        | Pres        | Reti        | Pres   | Reti   |        |
| -------------------------- | -------------------------- | -------------------------- | ---------- | ---------- | --------------- | --------------- | --------------- | ------------------ | ------------------ | ------------------ | ----------- | ----------- | ----------- | ------ | ------ | ------ |
| 2009-2010                  | Linfield                   | PL                         | 1          | 0          | IC              | 0               | 0               |                    | -                  | -                  |             | -           | -           | 1      | 0      |        |
| 2010-2011                  | Oldham Athletic            | FL1                        | 6          | 1          | FACup+CdL       | 1+0             | 0               |                    | -                  | -                  | EFL Trophy  | 0           | 0           | 7      | 1      |        |
| 2011-2012                  | Oldham Athletic            | FL1                        | 12         | 0          | FACup+CdL       | 0+1             | 0               |                    | -                  | -                  | EFL Trophy  | 0           | 0           | 13     | 0      |        |
| 2012-2013                  | Oldham Athletic            | FL1                        | 9          | 0          | FACup+CdL       | 1+0             | 0               |                    | -                  | -                  | EFL Trophy  | 1           | 0           | 11     | 0      |        |
| 2013-2014                  | Oldham Athletic            | FL1                        | 12         | 1          | FACup+CdL       | 1+0             | 0               |                    | -                  | -                  | EFL Trophy  | 0           | 0           | 13     | 1      |        |
| 2014-2015                  | Oldham Athletic            | FL1                        | 41         | 4          | FACup+CdL       | 2+1             | 0               |                    | -                  | -                  | EFL Trophy  | 3           | 0           | 47     | 4      |        |
| 2015-2016                  | Oldham Athletic            | FL1                        | 31         | 1          | FACup+CdL       | 2+1             | 0               |                    | -                  | -                  | EFL Trophy  | 0           | 0           | 34     | 1      |        |
| 2016-gen. 2017             | Oldham Athletic            | FL1                        | 9          | 1          | FACup+CdL       | 2+0             | 0               |                    | -                  | -                  | EFL Trophy  | 4           | 0           | 15     | 1      |        |
| Totale Oldham Athletic     | Totale Oldham Athletic     | Totale Oldham Athletic     | 120        | 8          |                 | 12              | 0               |                    | -                  | -                  |             | 8           | 0           | 140    | 8      |        |
| gen.-giu. 2017             | Cheltenham Town            | FL2                        | 20         | 1          | FACup+CdL       | 0               | 0               |                    | -                  | -                  | EFL Trophy  | 0           | 0           | 20     | 1      |        |
| 2017-2018                  | Cheltenham Town            | FL2                        | 44         | 5          | FACup+CdL       | 1+2             | 0               |                    | -                  | -                  | EFL Trophy  | 3           | 0           | 50     | 5      |        |
| Totale Cheltenham Town     | Totale Cheltenham Town     | Totale Cheltenham Town     | 64         | 6          |                 | 3               |                 |                    | -                  | -                  |             | 3           | 0           | 70     | 6      |        |
| 2018-2019                  | Forest Green               | FL2                        | 47         | 3          | FACup+CdL       | 2+2             | 0+1             |                    | -                  | -                  | EFL Trophy  | 1           | 0           | 52     | 4      |        |
| 2019-2020                  | Forest Green               | FL2                        | 35         | 5          | FACup+CdL       | 3+0             | 0               |                    | -                  | -                  | EFL Trophy  | 1           | 0           | 39     | 5      |        |
| 2020-gen. 2021             | Forest Green               | FL2                        | 18         | 2          | FACup+CdL       | 1+1             | 0               |                    | -                  | -                  | EFL Trophy  | 1           | 0           | 21     | 2      |        |
| Totale Forest Green Rovers | Totale Forest Green Rovers | Totale Forest Green Rovers | 100        | 10         |                 | 9               | 1               |                    | -                  | -                  |             | 3           | 0           | 112    | 11     |        |
| gen.-giu. 2021             | Sunderland                 | FL1                        | 21         | 1          | FACup+CdL       | 0               | 0               |                    | -                  | -                  | EFL Trophy  | 0           | 0           | 21     | 1      |        |
| 2021-2022                  | Sunderland                 | FL1                        | 10         | 3          | FACup+CdL       | 0+1             | 0               |                    | -                  | -                  | EFL Trophy  | 0           | 0           | 11     | 3      |        |
| Totale Forest Sunderland   | Totale Forest Sunderland   | Totale Forest Sunderland   | 31         | 4          |                 | 1               | 0               |                    | -                  | -                  |             | 0           | 0           | 32     | 4      |        |
| Totale carriera            | Totale carriera            | Totale carriera            | 316        | 28         |                 | 25              | 1               |                    | -                  | -                  |             | 14          | 0           | 355    | 29     |        |

### Cronologia presenze e reti in nazionale
| Cronologia completa delle presenze e delle reti in nazionale ― Irlanda del Nord | Cronologia completa delle presenze e delle reti in nazionale ― Irlanda del Nord | Cronologia completa delle presenze e delle reti in nazionale ― Irlanda del Nord | Cronologia completa delle presenze e delle reti in nazionale ― Irlanda del Nord | Cronologia completa delle presenze e delle reti in nazionale ― Irlanda del Nord | Cronologia completa delle presenze e delle reti in nazionale ― Irlanda del Nord | Cronologia completa delle presenze e delle reti in nazionale ― Irlanda del Nord | Cronologia completa delle presenze e delle reti in nazionale ― Irlanda del Nord |
| Data                                                                            | Città                                                                           | In casa                                                                         | Risultato                                                                       | Ospiti                                                                          | Competizione                                                                    | Reti                                                                            | Note                                                                            |
| ------------------------------------------------------------------------------- | ------------------------------------------------------------------------------- | ------------------------------------------------------------------------------- | ------------------------------------------------------------------------------- | ------------------------------------------------------------------------------- | ------------------------------------------------------------------------------- | ------------------------------------------------------------------------------- | ------------------------------------------------------------------------------- |
| 27-5-2011                                                                       | Dublino                                                                         | Galles                                                                          | 2 – 0                                                                           | Irlanda del Nord                                                                | Nations Cup                                                                     | -                                                                               | 76’                                                                             |
| Totale                                                                          |                                                                                 | Presenze                                                                        | 1                                                                               |                                                                                 | Reti                                                                            | 0                                                                               |                                                                                 |

## Palmarès

### Club

#### Competizioni nazionali
- EFL Trophy: 1

Sunderland: 2020-2021
- Campionato nordirlandese: 1

Linfield: 2009-2010
- Irish Cup: 1

Linfield: 2009-2010